# Belknap Nunatak
Belknap Nunatak är en nunatak i Antarktis. Den ligger i Västantarktis. Inget land gör anspråk på området. Toppen på Belknap Nunatak är 120 meter över havet.
Terrängen runt Belknap Nunatak är platt åt sydost, men åt nordväst är den kuperad. Terrängen runt Belknap Nunatak sluttar söderut. Trakten är obefolkad. Det finns inga samhällen i närheten.